# Шапедько, Александр Павлович
Александр Павлович Шапедько (6 сентября 1932, с. Великая Топаль, Клинцовский район, Западная область, СССР — 30 октября 2017, Пятигорск, Ставропольский край, Россия) — бригадир комплексной бригады строительно-монтажного управления № 19 треста «Пятигорскстрой» Министерства промышленного строительства СССР (Ставропольский край), Герой Социалистического Труда (1981).

## Биография
Родился 6 сентября 1932 года в селе Великая Топаль Клинцовского района Западной (ныне Брянской) области. По национальности русский.
В сентябре 1943 года трудоустроился рабочим в местный колхоз, работал до призыва в Советскую Армию в 1951 году, служил на территории Венгерской Народной Республики.
В 1954 году уволен в запас, в следующем 1955 году переехал в Пятигорск Ставропольского края, трудоустроился каменщиком в строительное управление (СУ-3). В 1961 году стал бригадиром каменщиков, бригада строила завод железобетонных изделий в городе Лермонтове, санаторий «Ленинские скалы», машиностроительный завод на Скачках, несколько школ и другие объекты. С 1959 года бригада возводила жилые дома и социально-культурные объекты нового микрорайона Белая Ромашка. В 1968 году окончил Ставропольский строительный техникум.
Указом Президиума Верховного Совета СССР от 19 марта 1981 года «за выдающиеся успехи, достигнутые в выполнении заданий десятой пятилетки и социалистических обязательств» удостоен звания Героя Социалистического Труда с вручением ордена Ленина и золотой медали «Серп и Молот».
Трудился в строительном управлении до выхода в 1997 году на заслуженный отдых, но продолжил работать, став директором ООО «Пятигорск-Сервис».
Избирался депутатом Ставропольского краевого и Пятигорского городского Советов народных депутатов, членом исполкома Пятигорского горсовета.
Жил в Пятигорске, где скончался 30 октября 2017 года, похоронен на местном Краснослободском кладбище.
Награждён 2 орденами Ленина (11.08.1966; 19.03.1981), орденами Октябрьской Революции (09.07.1986), Трудового Красного Знамени (05.04.1971), медалями. Заслуженный строитель РСФСР (21.11.1974).